# توم كوران
توم كوران (بالإنجليزية: Tom Curran)‏ هو مجدف أمريكي، ولد في 27 سبتمبر 1910 في فيلادلفيا في الولايات المتحدة، وتوفي في 5 يوليو 1990 في سومرز بوينت في الولايات المتحدة.

## وصلات خارجية
- توم كوران على موقع الاتحاد الدولي للتجديف (الإنجليزية)
- توم كوران على موقع أوليمبيديا (الإنجليزية)